# 澤浦彰治
澤浦 彰治（さわうら しょうじ、1964年4月13日 - ）は、日本の実業家・篤農家。農業生産法人グリンリーフ株式会社代表取締役、株式会社野菜くらぶ代表取締役。株式会社サングレイス代表取締役会長。

## 人物
1964年4月13日、群馬県利根郡昭和村で農家の長男として生まれる。1983年、群馬県立利根農林高等学校を卒業。群馬県畜産試験場研修後に、就農（養豚・コンニャク製品加工）。赤城原蒟蒻研究会の設立に参加。1984年4月、グリンリーフを設立。1992年、有機農業者グループ「昭和野菜くらぶ」の設立に参加、出荷・加工するこんにゃく芋をすべて無農薬栽培にする。1993年、赤城自然栽培組合の設立に参加。1994年、農業生産法人グリンリーフ有限会社を設立。1995年、MOAの認定農場になる。1996年、「有限会社野菜くらぶ」の設立に参加。2006年2月、トマト生産会社「株式会社サングレイス」の設立に参加（代表取締役会長）。2008年、第47回農林水産祭において蚕糸・地域特産部門で天皇杯を受賞。群馬中小企業家同友会代表理事、日本オーガニック＆ナチュラルフーズ協会理事、沼田エフエム放送取締役、株式会社マルタ取締役。

## 出演番組
- 日経スペシャル ガイアの夜明け（2012年12月4日）[8]

## 受賞
- 2008年11月23日、第47回農林水産祭で天皇杯を受賞（蚕糸・地域特産部門）[9][10]
- 第57回 全国農業コンクールで農林水産大臣賞を受賞（2008年7月24日）[11]
- 2008年「アグリフードEXPO輝く経営大賞」環境部門賞を受賞（日本政策金融公庫）

## 著書
- 『農業で成功する人 うまくいかない人―8つの秘訣で未経験者でも安定経営ができる』ダイヤモンド社 ISBN 978-4478065952（2015年5月15日）
- 『小さく始めて農業で利益を出し続ける7つのルール―家族農業を安定経営に変えたベンチャー百姓に学ぶ』ダイヤモンドISBN 978-4478013007（2010年3月5日）

## 関連会社
- 赤城自然栽培組合（有機栽培コンニャク芋生産農家組合）[13]
- 有限会社サニタスガーデン（独立支援プログラム第1期生の会社）[14][15]
- 株式会社四季菜[16][17]
- 有限会社グリーンマイスター（独立支援プログラム第2期生の会社）
- 株式会社やさいの樹[18][19]
- ビオエナジー株式会社（太陽光発電事業）[20][21]

## 関連記事
- 経済財政諮問会議[22]
- EPA・農業ワーキンググループ[23]
- 農林中金総合研究所[24]
- 農林水産省[25]
- グリンリーフ株式会社・株式会社野菜くらぶ[26]
- 中小企業家同友会全国協議会[27]
- 群馬県信用保証協会[28]
- 農業経営者[29]
- 日経ビジネス[30]
- 事業構想[31]
- 金丸弘美[32]